# Thank God I Do
«Thank God I Do» es una canción de la cantante estadounidense Lauren Daigle, lanzada el 8 de marzo de 2023, como el sencillo principal de su cuarto álbum de estudio homónimo.

## Antecedentes
Lauren Daigle explica que «Thank God I Do» surgió de los bloqueos e incertidumbres de COVID-19. En medio de esas experiencias, dice que se dio cuenta: «Dios pone personas muy específicas en tu vida por una razón muy específica. Y necesitaba a las personas en mi vida en ese momento a mi alrededor para mantener mi cabeza fuera del agua».

## Composición
«Thank God I Do» está compuesta en clave de sol mayor, con un tempo de 94 latidos por minuto. Escrita en tiempo común, el rango vocal de Daigle se extiende desde D3 a C5 durante la canción.

## Recepción crítica
Jim Harrington de The Martin Independent Journal la calificó como «absolutamente asombrosa».

## Rendimiento comercial
El sencillo no logró ingresar a la lista de Billboard Hot 100, pero logró posicionarse en el puesto número 20 en la lista de Bubbling Under Hot 100 Singles el 27 de mayo de 2023.
También encabezó la lista de Hot Christian Songs de Billboard en la semana del 20 de mayo de 2023.
Esto amplió el récord de Daigle como la mujer con más canciones número uno en la lista. Mientras que, entre todos los artistas, Daigle está empatado en el cuarto lugar con Jeremy Camp, Third Day, Chris Tomlin y Matthew West.
Además, la misma semana del 20 de mayo de 2023, encabezó la lista de Christian Digital Song Sales en su séptima semana (2000 vendidas en los Estados Unidos del 5 al 11 de mayo, según Luminate) y ocupó el tercer lugar en Christian Streaming Songs (2.4 millones de transmisiones oficiales, un 8% más que la semana anterior) y el noveno lugar en Christian Airplay (4.4 millones de impresiones de audiencia, un 2% más). Mientras tanto, también ascendió al puesto número 16 en la lista de Adult Contemporary y al puesto número 21 en Adult Pop Airplay.

## Presentaciones en vivo
Daigle interpretó el sencillo en The Today Show el 30 de marzo de 2023. Asimismo, Megan Danielle hizo una versión de la canción en el Top 12 de American Idol en 2023.

## Video musical
El 6 de abril de 2023 se lanzó un video musical de «Thank God I Do». El video muestra a Diagle cubierta de flores, con intercalaciones de ella cantando en un porche, caminando por una calle y en una casa. Con respecto al concepto de los videos musicales, Diagle le dijo a People que «las flores son delicadas y vibrantes, una yuxtaposición que es bastante encantadora. Pueden dañarse fácilmente pero también resisten lluvias y tormentas. Este video encarna el naturaleza delicada de la letra junto con la resistencia de soportar las dificultades». Asimismo, añadió: «Era muy importante para mí tener los sonidos presentes en la pista representados visualmente también. En el momento en que las cuerdas tocaron el arco, todos en la sala se rehicieron. Fue el momento en el que el típico subidón de la filmación de un video se volvió quieto y aleccionador. Estoy profundamente agradecida a todos los que formaron parte».

## Créditos y personal
- Steve Barlets: producción ejecutiva.
- Jeff Bhasker: composición.
- Erica Block: ingeniería auxiliar e ingeniería.
- Lauren Daigle: artista principal, composición y voz.
- Mike Elizondo: teclados, productor y sintetizador.
- Alicia Enstrom: violín.
- Ryan Flanagan: artists and repertoire.
- Justin Francis: ingeniería de sonido.
- Pete Ganbarg: artists and repertoire.
- Chris Gehringer: masterización.
- Adam Hawkins: mezclas.
- Austin Hoke: chelo.
- Jason Ingram: composición.
- Craig Kallman: artists and repertoire.
- Annaliese Kowert: violín.
- Betsy Lamb: viola.
- Alecia Moore: composición.
- Rob Moose: arreglos musicales, chelo, viola y violín.
- Nate Ruess: composición.
- Phillip Towns: piano.
- Alex Wilder: ingeniería auxiliar.

Fuente: notas de AllMusic.

## Posicionamiento en listas
| País           | Lista                          | Posición más alta |
| -------------- | ------------------------------ | ----------------- |
| Canadá         | Hot Canadian Digital Songs     | 33                |
| Estados Unidos | Bubbling Under Hot 100 Singles | 11                |
| Estados Unidos | Adult Contemporary             | 13                |
| Estados Unidos | Adult Top 40                   | 15                |
| Estados Unidos | Hot Christian Songs            | 1                 |
| Estados Unidos | Christian Airplay              | 1                 |
| Estados Unidos | Christian AC Airplay           | 1                 |
| Estados Unidos | Digital Song Sales             | 4                 |

## Historial de versiones
| Región         | Fecha               | Formato                                                                               | Etiqueta          | Ref.   |
| -------------- | ------------------- | ------------------------------------------------------------------------------------- | ----------------- | ------ |
| Varios         | 8 de marzo de 2023  | Descarga digital streaming                                                            | Centricy Atlantic | [ 20 ] |
| Estados Unidos | 8 de marzo de 2023  | Radio cristiana                                                                       | Centricy Atlantic | [ 21 ] |
| Estados Unidos | 13 de marzo de 2023 | Adult contemporary radio hot adult contemporary radio modern adult contemporary radio | Centricy Atlantic | [ 22 ] |